# Президентські вибори в Польщі 2010
Дострокові вибори президента Польщі у зв'язку із загибеллю президента країни Леха Качинського були призначені на 20 червня 2010 року. Оскільки за результатами першого туру жоден із десяти кандидатів не набрав більшости голосів, 4 липня 2010 року відбувся другий тур, у якому кандидат від партії «Громадянська платформа» Броніслав Коморовський, здобувши 53,01 % голосів, переміг кандидата від партії «Право та справедливість» Ярослава Качинського.

## Призначення дострокових виборів
Чергові всенародні вибори президента Польщі в 2010 році повинні були пройти між 19 вересня і 3 жовтня, оскільки п'ятирічний термін чинного президента Леха Качинського спливав 23 грудня 2010 року.
10 квітня 2010 року президент Качинський загинув в авіаційній катастрофі. У зв'язку з цим застосовується положення Конституції, згідно з яким не пізніше ніж через 2 тижні від дня відкриття вакансії на президентській посаді маршал Сейму Польщі, який виконує згідно зі ст. 131 Конституції обов'язки президента Польщі, має призначити нові вибори на будь-яку неділю не пізніше як через 60 днів.
У своєму зверненні до нації виконувач обов'язків президента Польщі Броніслав Коморовський 10 квітня заявив, що ухвалить рішення про дату виборів після консультацій з усіма фракціями Сейму. Дата, оголошена 21 квітня, припала на найпізнішу можливу дату — 20 червня.

## Умови
У разі, якщо в першому турі виборів жоден із кандидатів не набирав більше 50 % голосів виборців, через два тижні проводився другий тур, у якому брали участь 2 кандидати, які отримали найбільшу кількість голосів, отриманих у першому турі (у другий тур пройшли Качинський та Коморовський).
Право голосу мали всі громадяни Польщі, які мають 18 повних років на день голосування (за винятком недієздатних за законом та позбавлених виборчого права).

## Кандидати
Висунення кандидатів у президенти для чергових виборів розпочалося ще до трагедії 10 квітня. Цього дня загинули два ймовірні кандидати в президенти — сам Лех Качинський («Право і справедливість»), який збирався балотуватися на другий термін, і віцемаршал Сейму Єжи Шмайдзінський, який представляв Союз демократичних лівих сил.
Не брали участь у виборах чинний прем'єр-міністр Польщі від партії «Громадянська платформа», який посів друге місце на виборах 2005 року Дональд Туск, а також досить популярний експрезидент Олександр Кваснєвський (висування його неможливе за Конституцією, оскільки він уже перебував два терміни на посаді). Відмовився від участі у виборах Томаш Наленч від центристської «Соціал-демократії Польщі».
Створили ініціативні групи підтримки та розпочали збір підписів 23 кандидати (всі чоловіки). Шестеро з них не змогли у встановлений термін зібрати початкові 1000 підписів. Зі 17 кандидатів, що залишилися, лише 10 зібрали на свою підтримку необхідні 100 тисяч підписів і, отже, отримали право балотуватися в президенти.
Польська національна виборча комісія за підсумками збору підписів зареєструвала для участі у виборах наступних кандидатів у президенти:
- Броніслав Коморовський, маршал Сейму та з 10 квітня 2010 року виконувач обов'язків президента Польщі. Висунутий партією «Громадянська платформа» ще до загибелі Качинського.
- Януш Корвін-Мікке, «Свобода та правопорядок».
- Анджей Олеховський — незалежний кандидат.
- Вальдемар Павляк, Польська селянська партія.
- Ярослав Качинський, «Право та справедливість».
- Анджей Леппер, «Самооборона Республіки Польща».
- Марек Юрек, «Праві Республіки».
- Корнель Моравецький, «Солідарність, що б'ється».
- Гжегож Наперальський, «Союз демократичних лівих сил» (колишня ПОРП)
- Богуслав Зентек, «Польська партія праці».

## Опитування

### Другий тур
| Дата           | Інститут               | Кандидат               | Кандидат           | Не визначились | Джерело |
| Дата           | Інститут               | Броніслав Коморовський | Ярослав Качинський | Не визначились | Джерело |
| -------------- | ---------------------- | ---------------------- | ------------------ | -------------- | ------- |
| 7 травня 2010  | TNS OBOP               | 61 %                   | 39 %               | -              | [ 3 ]   |
| 10 травня 2010 | SMG/KRC                | 54 %                   | 41 %               | 5 %            | [ 4 ]   |
| 12 травня 2010 | GfK Polonia            | 53 %                   | 34 %               | 13 %           | [ 5 ]   |
| 14 травня 2010 | TNS OBOP               | 55 %                   | 39 %               | 6 %            | [ 6 ]   |
| 17 травня 2010 | SMG/KRC Millward Brown | 58 %                   | 33 %               | 9 %            | [ 7 ]   |
| 2 червня 2010  | PBS DGA                | 64 %                   | 36 %               | -              | [ 8 ]   |
| 4 червня 2010  | SMG/KRC Millward Brown | 56 %                   | 35 %               | 9 %            | [ 9 ]   |
| 9 червня 2010  | SMG/KRC Millward Brown | 54 %                   | 36 %               | 7 %            | [ 10 ]  |

## Результати
| Броніслав Коморовський       | Громадянська платформа                     | 6 981 319  | 41,54  | 8 933 887  | 53,01  |  |  |  |  |  |  |
| Ярослав Качинський           | Право і справедливість                     | 6 128 255  | 36,46  | 7 919 134  | 46,99  |  |  |  |  |  |  |
| Гжегож Наперальський         | Союз демократичних лівих сил               | 2 299 870  | 13,68  |            |        |  |  |  |  |  |  |
| Януш Корвін-Мікке            | Свобода і законність                       | 416 898    | 2,48   |            |        |  |  |  |  |  |  |
| Вальдемар Павляк             | Польська селянська партія                  | 294 273    | 1,75   |            |        |  |  |  |  |  |  |
| Анджей Олеховський           | Незалежний (Альянс демократів)             | 242 439    | 1,44   |            |        |  |  |  |  |  |  |
| Анджей Леппер                | Самооборона Республіки Польща              | 214 657    | 1,28   |            |        |  |  |  |  |  |  |
| Марек Юрек                   | Праве крило Республіки                     | 177 315    | 1,06   |            |        |  |  |  |  |  |  |
| Богуслав Зентек              | Польська лейбористська партія — Серпень 80 | 29 548     | 0,18   |            |        |  |  |  |  |  |  |
| Корнель Моравецький          | Незалежний (Солідарність, що бореться)     | 21 596     | 0,13   |            |        |  |  |  |  |  |  |
| Загалом                      | Загалом                                    | 16 806 170 | 100,00 | 16 853 021 | 100,00 |  |  |  |  |  |  |
|                              |                                            |            |        |            |        |  |  |  |  |  |  |
| Дійсні бюлетені              | Дійсні бюлетені                            | 16 806 170 | 99,30  | 16 853 021 | 98,84  |  |  |  |  |  |  |
| Недійсні/порожні бюлетені    | Недійсні/порожні бюлетені                  | 117 662    | 0,70   | 197 396    | 1,16   |  |  |  |  |  |  |
| Голосів загалом              | Голосів загалом                            | 16 923 832 | 100,00 | 17 050 417 | 100,00 |  |  |  |  |  |  |
| Зареєстрованих виборців/явка | Зареєстрованих виборців/явка               | 30 813 005 | 54,92  | 30 833 924 | 55,30  |  |  |  |  |  |  |
| Джерело: PKW, PKW            |                                            |            |        |            |        |  |  |  |  |  |  |